# ILife
iLife és un paquet de programari propietari orientat a l'organització, visualització i edició de contingut multimèdia per a la plataforma Mac OS X. L'última versió fou anunciada el 20 d'octubre de 2010 (iLife '11) i està formada per cinc components elementals: iPhoto, iMovie, iDVD, GarageBand i iWeb. iLife ve preinstalat a tots els ordinadors Macintosh venuts per Apple Computer

## Orígens
iLife és la línia de productes Apple dedicats al conegut Estil de vida digital o Digital lifestyle. A la tornada a Apple com a president, Steve Jobs va començar a posicionar a la companyia i als seus ordinadors com a protagonistes d'aquest nou estil de vida.
iMovie és l'aplicació més antiga inclosa amb iLife. Les primeres versions de iMovie, iTunes, iPhoto, iDVD, GarageBand i iWeb foren anunciades en aquest ordre. Les tres primeres estaven en un principi disponibles en la pàgina web web d'Apple, mentre que iDVD venia inclosa en els ordinadors que incloïen unitats SuperDrive. El gener de 2003 el paquet de programari fou distribuït formalment sota la denominació d'"iLife". iTunes va seguir sent un programa gratuït i disponible tant per a Mac OS X com per a Windows 2000, XP, Vista,... En canvi, la resta de components passaren a ser de pagament i a estar disponibles per a qualsevol usuari de Macintosh a les botigues i distribuïdors autoritzats d'Apple Computer.
Amb la versió d'iLife'06 iTunes va deixar de formar part comercialment de la suite, tot i que va mantenir la seva compatibilitat amb la resta d'aplicacions.
Els nous equips de Macintosh venen equipats de sèrie amb aquesta suite. A partir de la versió iLive'11, iDVD i iWeb ja no formen part d'iLife i així les úniques que es mantenen són iPhoto, iMovie i GarageBand.

## Versions
Fins al moment hi ha set versions comercials:
| Versió    | Lloc de presentació        | Data                    |
| --------- | -------------------------- | ----------------------- |
| iLife     | Macworld Conference & Expo | gener de 2003           |
| iLife '04 | Macworld Conference & Expo | gener de 2004           |
| iLife '05 | Macworld Conference & Expo | gener de 2005           |
| iLife '06 | Macworld Conference & Expo | gener de 2006           |
| iLife '08 |                            | 7 d'agost de 2007       |
| iLife '09 |                            | 20 de novembre del 2008 |
| iLife '11 |                            | 20 d'octubre del 2010   |

## Components

### iPhoto
iPhoto és un organitzador i editor fotogràfic que permet a l'usuari veure, editar i compartir les seves instantànies digitals. Amb iPhoto es poden crear àlbums digitals per a penjar-los a internet o gravar-los en un CdRom o DVD, es poden realitzar presentacions amb diapositives o fer calendaris i targetes de visita amb les fotografies. També es poden importar les fotografies de la major part de càmeres digitals sense necessitat de controladors, ja que aquests venen per defecte instal·lats en el sistema operatiu Mac OS X.

### iMovie
iMovie és un editor de vídeo domèstic. Permet capturar el vídeo d'una videocàmera o afegir els arxius ja digitalitzats des del disc dur. Permet també afegir alguns efectes especials i organitzar la col·lecció de vídeos de l'usuari. És compatible amb càmeres MPEG-4, HDV i amb la càmera incorporada en alguns models Macintosh, la iSight (actualment càmera Facetime).

### iDVD
iDVD és una eina per a la creació de DVD que s'integra amb iMovie pel gravat de pel·lícules amb capítols i menús.

### GarageBand
GarageBand és una aplicació dedicada a la creació de música i Podcast. Inclou més de 1.000 efectes pregravats. Per a crear una cançó, l'usuari només ha d'arrossegar aquests efectes fins a la zona de creació. El programa suporta també importació d'instruments reals com guitarres i òrgans electrònics.

### iWeb
iWeb és l'últim dels components que han entrat a formar part de la suite iLife. Proporciona la capacitat de compartir el contingut d'altres aplicacions iLife utilitzant plantilles d'Apple per a pujar amb un clic als llocs de Mobile Me (opció no disponible quan MobileMe va ser substituït per ICloud a l'Octubre de 2011), per FTP o en un directori. Facilita als usuaris la possibilitat de crear vincles als seus propis podcasts des de la pàgina web.

### iTunes
iTunes és un reproductor i organitzador digital de música i vídeo que suporta els formats d'audio MP3, AAC, WAV, AIFF, Apple Lossless Encoder, audiollibres i els MPEG-4 i H.264 de vídeo, a més de pdf, gif, wm. També ofereix accés a la botiga de música a la xarxa iTunes Store i sincronitza música i vídeo al reproductor iPod. iTunes va deixar de formar part d'iLife a partir de l'any 2006, i la seva descàrrega es va fer a través de la pàgina d'Apple.